# Peugeot Type 15
La Peugeot type 15 est un modèle automobile fabriqué par le constructeur français Peugeot. Il s'agit d'un véhicule phaéton à quatre places propulsé par le premier moteur Peugeot à 2 cylindres horizontaux conçu par l'ingénieur Gratien Michaux. Ce moteur développe entre 5 et 8 ch.
Le type 15 rencontre un franc succès qui en fera la première Peugeot produite en grand nombre : 276 exemplaires seront fabriqués dans la nouvelle usine d'Audincourt de 1897 à 1902. Charles Rolls, le futur fondateur avec Henri Royce de Rolls-Royce, en sera d'ailleurs l'un des acquéreurs.

## Galerie

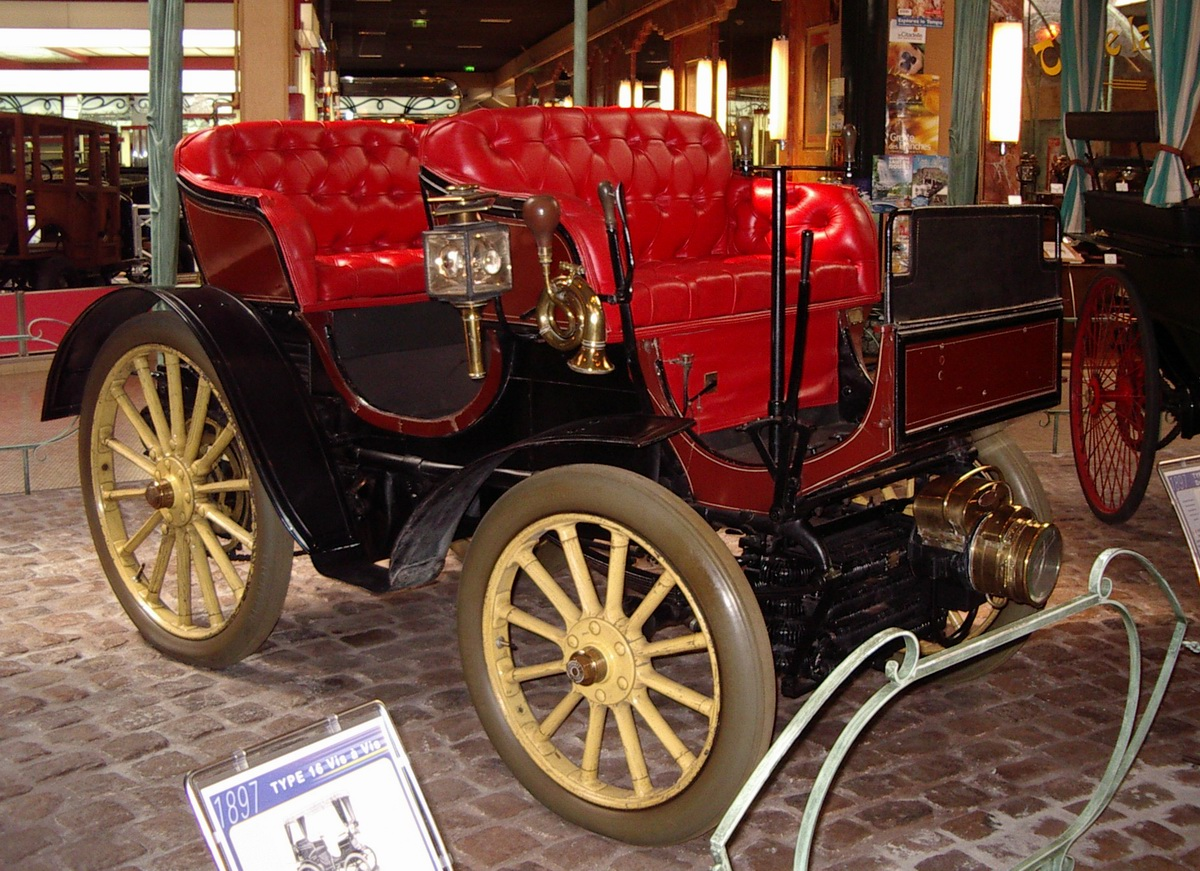
Peugeot type 15 au Musée de l'Aventure Peugeot